# Alfred Hage (minister)
Alfred Peter Anton Hage, född den 30 maj 1843 i Köpenhamn, död den 30 april 1922 på Oremandsgaard, var en dansk politiker. Han var son till Alfred Hage samt bror till Wilhelmine Heise och Johannes Hage.
Hage blev statsvetenskaplig kandidat 1866 och var sedan 1871 godsägare. Han var 1892–1895 folketingsman, blev 1895 kungavald ledamot av landstinget och var 1897–1900 lantbruksminister. Åren 1906–08 var han ordförande för landstingets höger och från 1900 kammarherre. Han var 1:e vice ordförande i landstinget 1910–1918 (medlem av finansudvalget från 1914), inträdde 1915 i det konservativa folkpartiet, men nedlade sitt mandat som landstingsman 1919. Han var första ordförande för Danmarks naturfredningsforening.

## Utmärkelser
- Kommendör av Dannebrogorden,  1898[1]
- Dannebrogsmännens hederstecken,  1900[1]

[Redigera Wikidata]